# Neagu Lucas
Lucas Neagu (n. 26 mai 2000, Timișoara) este un regizor, scenarist și producător român, fondator al casei independente de producție Blue Youth Films. Deși nu are studii formale în domeniul cinematografiei, Neagu și-a construit cariera prin pasiune și perseverență.

## Biografie și activitate

### Debut și scurtmetraje
În 2022, Neagu își face debutul cu scurtmetraje precum Knee, Report of a Dream și Thunderous Sight, Her Blue Tears, unde semnează regia, scenariul și, în unele cazuri, montajul și imaginea. Lucrările sale experimentale sunt apreciate la festivaluri precum Monza, Anatolia International Film Festival, Paradise Film Festival și altele.

### Lungmetrajul de debut –Timing(2024)
În noiembrie 2024, regizează și produce primul lungmetraj, Timing, un story emoțional despre anxietatea și gelozia specifice generației Z. Filmul explorează tema primei iubiri și a sănătății mintale, elemente ce definesc tinerii contemporani.
Succesul nu întârzie: Timing este selectat la Festivalul de Film de la Girona (2024) și Festivalul Internațional de Film Independent de la Madrid (FICIMAD) (2025). A primit Mențiunea Specială a Juriului și un Premiu pentru Cel mai bun actor.
Premiera națională are loc pe 15 noiembrie 2024, precedată de o caravană de proiecții în 12 orașe din țară, inclusiv Timișoara, Cluj, București și Iași.

### Recunoaștere
- Nominalizat la Premiile Gopo 2025, la categoria „Tânără speranță” pentru Timing[6].
- Proiecte noi: În iulie 2025 demarează filmările pentru „Nimic mai mult și nimic diferit”, un film care urmărește evoluția unui cuplu de-a lungul a 50 de ani, cu buget de 200.000 €[7]. Rolurile principale sunt interpretate de Ana Ciontea, Marian Râlea, Daria Pentelie și Vlad Lință, sub producția Blue Youth Films și Numa Film (Cluj)[8].

## Filmografie selectă
| An                  | Titlu                            | Gen          | Roluri                      |
| ------------------- | -------------------------------- | ------------ | --------------------------- |
| 2022                | Knee                             | Scurtmetraj  | Regie, scenariu, imagine    |
| 2022                | Report of a Dream                | Scurtmetraj  | Regie, scenariu             |
| 2022                | Thunderous Sight, Her Blue Tears | Experimental | Regie, scenariu, compoziție |
| 2024                | Timing                           | Lungmetraj   | Regie, scenariu, producție  |
| 2025                | Ass                              | Scurtmetraj  | Regie, scenariu, producție  |
| 2025 (prevăzut)     | When It's Cold I Think About Her | Scurtmetraj  | Regie, scenariu, producție  |
| 2026 (în producție) | Nimic mai mult și nimic diferit  | Lungmetraj   | Regie, scenariu, producție  |

## Stil și abordare artistică
Neagu se remarcă printr-un stil de filmare handheld, aproape documentaristic, cu secvențe dinamice și o comunicare intensă cu actorii. El insistă ca echipa și actorii să discute în profunzime substratul emoțional al personajelor, urmărind o „emoție pură pe ecran”.
Filmele sale abordează teme sensibile: sănătate mintală, anxietate, depresie, abuz, relații interpersonale—așa cum se observă în Timing și se confirmă prin selecții la festivaluri și critici de specialitate.

## Distincții și selecții
- Mención Honorífica – Girona Film Festival 2024 (Timing)
- Best Actor – Festival Internacional de Cine Independiente de Madrid 2025 (Timing)
- Nominalizare la Premiile Gopo 2025, „Tânără speranță” (Timing)

## Proiecte viitoare
- Nimic mai mult și nimic diferit (2026) – lungmetraj despre viața unui cuplu de-a lungul a 50 de ani, cu premii de finanțare și distribuție confirmate[11].
- Alte proiecte de scurtmetraj în dezvoltare (2025): Ass și When It's Cold I Think About Her.

Note personale
Lucas Neagu a declarat că Timing a fost un film „foarte personal” — bazat pe experiențe trăite, simțindu-l ca pe o poveste ce trebuia spusă rapid, înainte să-și piardă relevanța.